# 波韦德尔格拉帕
波韦德尔格拉帕（義大利語：Pove del Grappa），是意大利威尼托大区维琴察省的一个市镇。总面积9.84平方公里，人口3100人，人口密度315.0人/平方公里（2009年）。国家统计（ISTAT）代码为024081。